# 김수선
김수선(金壽善, 1911년~1972년 7월 25일)은 대한민국의 정치인이다. 제1·3대 국회의원을 지냈다.

## 약력
- 언양군에서 태어났다.
- 경남공립사범학교를 졸업하였다.
- 1948년 5월 10일 : 제헌 국회의원(경남 울산을)
- 제3대 국회의원을 역임하였다.
- 1959년 자유당에 입당하였다.

## 역대 선거 결과
|  | 50.63% |

|  | 18.20% |

|  | 50.55% |

|  | 2.71% |

|  | 17.79% |

## 참고자료
- 《대한민국 의정총람》, 국회의원총람발간위원회, 1994년
- 김수선 - 대한민국헌정회